# Sackaffäre
Die Sackaffäre (türkisch Çuval Olayı, arabisch عملية قلنسوة, DMG ʿAmalīyat Qalansuwa) ist ein Zwischenfall, der sich am 4. Juli 2003 unmittelbar nach dem Irakkrieg ereignete. Hierbei wurden türkische Armeeangehörige, die in Zivilkleidung im Norden des Irak operierten, von US-Streitkräften gefangen genommen, mit Säcken über den Köpfen abgeführt und verhört. Die Soldaten wurden nach 60 Stunden freigelassen, nachdem die Türkei bei den Vereinigten Staaten Protest eingelegt hatte.
Obwohl sich keine der beiden Seiten entschuldigte, wurde eine Kommission eingesetzt, die den Vorfall untersuchte und eine gemeinsame Erklärung des Bedauerns veröffentlichte. Außerdem schrieb der US-Verteidigungsminister Donald Rumsfeld einen Brief an den türkischen Premierminister Recep Tayyip Erdoğan, in dem er ebenfalls sein Bedauern über den Zwischenfall äußerte.
Die Sackaffäre belastete die diplomatischen Beziehungen zwischen der Türkei und den Vereinigten Staaten und markierte einen Tiefpunkt in den Beziehungen der beiden Länder. Während der Zwischenfall von den Medien in den USA und Europa kaum Aufmerksamkeit erfuhr, wurde er von der türkischen Öffentlichkeit als offene Beleidigung angesehen. Die Ereignisse waren die Basis für den 2006 erschienenen türkischen Film Tal der Wölfe – Irak.

## Hintergrund
Das türkische Militär betrachtet den Norden des Irak mit seinem hohen Anteil an kurdischer Bevölkerung schon längere Zeit als Gefahr für die nationale Sicherheit. In den Jahren 1984 bis 1999 kam es zwischen der Untergrundorganisation PKK und den türkischen Streitkräften zu erbitterten Kämpfen, in deren Verlauf über 35.000 Menschen getötet wurden (siehe Konflikt zwischen der Republik Türkei und der PKK). Während dieses Krieges errichtete die PKK Operationsbasen auch außerhalb des türkischen Staatsgebiets im autonomen Nordirak und in Syrien. Obwohl die Aufstände in der Türkei unterdrückt wurden und die PKK nach der Gefangennahme ihres Führers Abdullah Öcalan auf sein Geheiß hin zwischen 1999 und 2004 seinem Vorschlag des Waffenstillstandes folgte, operierten PKK-Kämpfer vermehrt aus Gebieten außerhalb der Türkei. Dazu zählt nach dem Zweiten Golfkrieg die Errichtung der Kurdischen Autonomen Region, was den irakischen Kurden zumindest auf dem Papier relative Unabhängigkeit und ein Ende der Unterdrückung durch das Saddam-Regime ermöglichen sollte.
1997 besetzte die Türkei einen 15 Kilometer tiefen Streifen an der türkisch-irakischen Grenze, nach eigenen Aussagen als „Schutzstreifen“ zum sicheren Grenzübergang für etwaige kurdische Flüchtlinge. 1998 zwang die Türkei durch Kriegsdrohung Syrien, Abdullah Öcalan den Aufenthalt in Syrien unmöglich zu machen, woraufhin dieser unter anderem in Italien politisches Asyl beantragte, was nicht gewährt wurde und er letztlich in Kenia mit einem Reisepass der Republik Zypern von türkischen Sicherheitskräften gefangen genommen und in der Türkei inhaftiert wurde.
Unter dem Schutz und dem Druck der USA entwickelte sich die Kurdische Autonome Region zu einer halbautonomen Region und 1999 kam es zu einem Friedensvertrag zwischen den beiden wichtigsten kurdischen Gruppierungen im Irak, der Patriotischen Union Kurdistans und Kurdischen Demokratischen Partei. Beide Parteien schworen offiziell der Idee eines unabhängigen Kurdistans ab.

## Der Irakkrieg
Zu Beginn des 21. Jahrhunderts wurde die US-amerikanische Kleinasienpolitik von der türkischen Regierung als Bedrohung angesehen. In diesem Kontext steht auch der Sieg der AKP, einer der beiden konservativ-islamischen Nachfolgeparteien der Fazilet Partisi, der vierten, verbotenen islamistischen Partei Millî Görüş des Islamistenführers und ehemaligen Premierministers Necmettin Erbakan, bei der Parlamentswahl am 3. November 2002. Die Spannungen zwischen den USA und der Türkei verschärften sich weiter, als ein massiver Aufruhr von Hinterbänklern, die, immer noch dem eigentlichen Führer der Milli-Görüs-Bewegung Necmettin Erbakan gehorchend, die Regierung davon Abstand nehmen ließ, den Vereinigten Staaten eine geplante Offensive in den Nordirak von türkischem Boden aus zu erlauben. Die Entscheidung des türkischen Parlamentes, keine eigenen Einheiten in den Irak zu entsenden, verschlechterte die Beziehungen zwischen den beiden Staaten weiter, jedoch wurde die Nutzung des Luftraums und von Militärflugplätzen (vor allem Incirlik Air Base bei Adana) per (zunächst vor der türkischen Öffentlichkeit geheimgehaltenen) Ministerbeschluss gestattet.
Am 24. April 2003, zwei Wochen nach der Eroberung Bagdads, wurde ein Dutzend Kämpfer einer türkischen Spezialeinheit in der Nähe von Arbil verhaftet. Nach einem Bericht der Zeitschrift Time waren diese in Zivil gekleidet und reisten in einem Konvoi, der Hilfsgüter transportierte. Sie wurden von US-amerikanischen Einheiten abgefangen, die behaupteten, bereits im Vorfeld Kenntnis von der Gruppe gehabt zu haben, und einen Tag später an die türkisch-irakische Grenze geleitet.
Der Befehlshaber der 173rd Airborne, Colonel William C. Mayville, behauptete, dass die Türken vor Ort waren, um eine Atmosphäre zu schaffen, die von der Türkei als Vorwand für eine Entsendung massiver Streitkräfte zur „Friedenserhaltung“ nach Kirkuk hätte benutzt werden können.
Sie hätten beabsichtigt, den kurdischen Gouverneur der ölreichen Provinz Kirkuk zu ermorden. Mayville beschuldigte die Türkei auch, Verbindungen zur Irakischen Turkmenen-Front zu unterhalten. 
In den folgenden Monaten hielt die Türkei an der Praxis fest, kleinere Gruppen von Soldaten in den Nordirak zu schicken, um PKK-Stützpunkte zu suchen. Sie bewaffnete im Geheimen die Turkmenen-Front als Mittel gegen die irakischen Kurden.

## Razzia in Sulaimaniyya
Am 4. Juli 2003 stürmten Soldaten der 173rd Airborne Brigade der United States Army einen geheimen Stützpunkt in der von Kurden beherrschten irakischen Stadt Sulaimaniyya. Als Grund wurde später angegeben, dass Geheimdienstberichte darüber vorlägen, dass eben dort ein Anschlag auf den irakisch-kurdischen Gouverneur der Provinz Kirkuk geplant werden würde. Die US-amerikanischen Soldaten trafen an diesem Ort – nach eigenen Angaben unerwartet – türkische Spezialeinheiten an, unter ihnen ein Oberst und zwei Majore, welche sie umgehend verhafteten. Türkische Quellen reden von 11 Soldaten, kommandiert von einem Major. Eine unbekannte Anzahl anderer Personen wurde während der Razzia ebenfalls in Gewahrsam genommen, 13 von ihnen wurden später wieder freigelassen.
Abgesehen von diesen und den türkischen Soldaten, welche nach intensiven diplomatischen Aktivitäten wieder freigelassen wurden, wurde ein britischer Staatsbürger namens Michael Todd, welcher sich zufällig in der Stadt aufhielt, um nach seiner Tochter zu suchen, in Gewahrsam genommen und unter zweifelhaften Bedingungen festgehalten. Todd verklagte später die USA.

## Verhandlungen
Das türkische Militär drohte umgehend mit Vergeltungsmaßnahmen, unter anderem der Sperrung des türkischen Luftraums für militärische Flüge der Vereinigten Staaten, der Beendigung der Benutzung des NATO-Stützpunktes Incirlik Air Base und der Entsendung weiterer Einheiten in den Nord-Irak. Eine Delegation türkischer Militärs und diplomatischer Beamter reiste sofort am Samstag nach Sulaimaniyya, um die Geschehnisse mit den amerikanischen Befehlshabern zu erörtern, aber nach türkischen Aussagen waren die meisten von ihnen aufgrund der Feierlichkeiten zum Unabhängigkeitstag abwesend. Nach Protesten des türkischen Ministerpräsidenten Recep Tayyip Erdoğan beim US-Vizepräsidenten Dick Cheney sowie seitens des türkischen Außenministers Abdullah Gül bei seinem Amtskollegen Colin Powell wurden die türkischen Soldaten, welche sich mittlerweile 60 Stunden in Gefangenschaft befanden, wieder freigelassen.

## Nachwirkungen
Das Entsetzen über die US-amerikanische Vorgehensweise war in der Türkei groß. Dort verurteilten die Zeitungen das Vorgehen scharf und betitelten die amerikanischen Soldaten als „Rambos“. General Hilmi Özkök, Stabschef der Türkischen Armee, erklärte, dass die Affäre eine „Vertrauenskrise“ zwischen der Türkei und den USA hervorgerufen habe.

## Sonstiges
In dem türkischen Action-Kinofilm Tal der Wölfe – Irak ist die Sackaffäre Anlass für eine (fiktive) geheimdienstliche Rache-Operation der türkischen Seite an den US-Truppen im Irak.